# Ian Barrows
Ian Barrows (14 de janeiro de 1995) é um velejador estadunidense.

## Carreira
Ele foi o Velejador Universitário do Ano de 2017 e quatro vezes velejador universitário All-American enquanto membro do time de vela Yale Bulldogs. Barrows atualmente trabalha como treinador assistente do time de vela Charleston Cougars.
O irmão mais velho de Barrows, Thomas Barrows III, também é um velejador olímpico, tendo competido nos jogos de 2008 e 2012. Nos Jogos Olímpicos de Verão de 2024, conquistou a medalha de bronze na classe 49er, ao lado de Hans Henken.